# 奥克萨娜·科尔索
奥克萨娜·科尔索（義大利語：Oxana Corso，1995年7月9日—），意大利女子田径运动员。她曾代表意大利参加2012年、2016年和2020年夏季残疾人奥林匹克运动会田径比赛，获得二枚银牌。